# Xanthophenax violaceus
Xanthophenax violaceus är en stekelart som först beskrevs av Joseph Kriechbaumer 1890.  Xanthophenax violaceus ingår i släktet Xanthophenax och familjen brokparasitsteklar. Inga underarter finns listade i Catalogue of Life.